# Bibliothèque Marceline-Desbordes-Valmore

La bibliothèque Marceline Desbordes-Valmore  est une bibliothèque municipale de Douai consacrée à l'étude, la lecture et au patrimoine. Elle possède notamment 2 500 manuscrits et 300 incunables.

## Histoire
Elle doit son nom à Marceline Desbordes-Valmore.

### Les origines de la bibliothèque municipales
Le noyau initial des collections de livres de la ville fut en grande partie constitué par la confiscation, en 1764, des collections de 313 manuscrits provenant de l’abbaye d'Anchin et 256 manuscrits de celle de Marchiennes du IXe au  XVe siècle.
Aujourd'hui elle organise des manifestations culturelles au sein de la ville de Douai et assure la pose et l'entretien, en ville de boites de lecture gratuites et accessibles à tous.